# Táňa Petrovičová
Tatiana Petrovičová, coniugata Gallová, detta Táňa (Bratislava, 13 luglio 1952), è un'ex cestista cecoslovacca.
È la sorella di Eva Petrovičová.

## Carriera
Con la Cecoslovacchia ha disputato i Campionati europei del 1972, vincendo la medaglia di bronzo.